# 1997 en football
Cette page présente les faits marquants de l'année 1997 en football.

## Janvier
- 14 janvier : Kenny Dalglish devient le nouvel entraîneur de Newcastle United. Il succède à Kevin Keegan, en poste depuis 1992.
- 15 janvier : lors du match aller de la Supercoupe de l'UEFA, le Paris Saint-Germain s'incline lourdement (1-6) au Parc des Princes face à la Juventus Turin. Sergio Porrini, Michele Padovano par deux fois, Ciro Ferrara, Attilio Lombardo et Nicola Amoruso sont les buteurs italiens, Raí ayant réduit l'écart sur penalty pour le PSG.
- 22 janvier : le défenseur italien Fabio Cannavaro joue son premier match avec la Squadra Azzurra, lors d'une rencontre face à l'Irlande du Nord.

## Mars
- 1er mars, Coupe de France, huitièmes de finale : grosse surprise avec le Clermont Foot Auvergne, club amateur de 4e division, qui élimine le PSG aux tirs au but (4-4 & 4-3 T.A.B).
- 9 mars : Samuel Eto'o dispute son premier match avec l'équipe du Cameroun à l'occasion d'une rencontre face au Costa Rica. Le joueur n'a pas encore fêté ses 16 ans.

## Avril
- 4 avril :
  - fondation du club moldave du Sheriff Tiraspol par le conglomérat du même nom.
- 6 avril :
  - (Championnat d'Italie) : la Juventus humilie le Milan AC 1-6 à San Siro et s'envole vers un nouveau titre de champion d'Italie.
- 12 avril :
  - (Coupe de la Ligue française - Finale) : le RC Strasbourg remporte la Coupe de la Ligue aux tirs au but contre Bordeaux.

## Mai
- 4 mai, Championnat de France : l'AS Monaco remporte le Championnat de France.
- 6 mai, Championnat d'Angleterre : Manchester United est champion d'Angleterre.
- 10 mai, Coupe de France, finale : L'OGC Nice enlève la dernière Coupe de France mise en jeu au Parc des Princes en s'imposant aux Tirs au but sur l'En Avant de Guingamp. C'est la troisième Coupe de France remportée par l'OGC Nice
- 11 mai : 
  - Championnat d'Espagne : au Camp Nou, le FC Barcelone s'impose 1-0 sur le Real Madrid. L'unique but du match est inscrit par Ronaldo.
  - Championnat de Belgique : le Lierse SK remporte le championnat de Belgique (Jupiler League) avec un total de 73 points.
- 14 mai, Coupe d'Europe des vainqueurs de coupe, finale : le FC Barcelone remporte la finale de la Coupe d'Europe des vainqueurs de coupe contre le Paris Saint-Germain. Le seul but du match est inscrit sur penalty par Ronaldo.
- 17 mai, Coupe d'Angleterre, finale : Chelsea remporte la FA Cup en s'imposant 2-0 face à Middlesbrough.
- 18 mai : le King Cantona passe la main ; Éric Cantona annonce son retrait du football.
- 21 mai, Coupe UEFA, finale : Schalke 04 (Allemagne) remporte la Coupe de l'UEFA aux tirs au but contre l'Inter Milan (Italie). C'est la première Coupe de l'UEFA remportée par le club de Gelsenkirchen.
- 24 mai, Championnat de France, dernière journée : mythique victoire de l'OL face à l'OM sur le score fleuve de 8-0.
- 28 mai, Ligue des champions de l'UEFA, finale : le Borussia Dortmund remporte la Ligue des champions en s'imposant en finale contre la Juventus sur le score de 3 - 1. C'est la première Ligue des Champions gagnée par le Borussia Dortmund.

## Juin
- 3 juin : lors du Tournoi de France, Roberto Carlos marque un coup franc d'anthologie face à l'équipe de France.
- 29 juin, Copa América, finale : le Brésil remporte la Copa América en s'imposant 3-1 en finale face à la Bolivie.

## Juillet
- 3 juillet : Wim Jansen devient le nouvel entraîneur du Celtic de Glasgow. Il succède à Tommy Burns.
- 20 juillet :
  - Guðjón Þórðarson est nommé sélectionneur de l'équipe d'Islande en lieu et place de Logi Ólafsson qui occupait le poste depuis seulement un an.
- 25 juillet :
  - l'attaquant suédois Henrik Larsson est transféré du Feyenoord Rotterdam au Celtic Glasgow.
  - Raynald Denoueix devient le nouvel entraîneur du FC Nantes. Il remplace Jean-Claude Suaudeau en poste depuis 1991.

## Août
- 13 août, Copa Libertadores, finale : le Cruzeiro Esporte Clube (Brésil) remporte la Copa Libertadores face au club péruvien du Sporting Cristal.

## Septembre
- 8 septembre : début de la pose des 9 000 plaques de gazon du Stade de France.

## Octobre
- 11 octobre : Thierry Henry dispute son tout premier match avec l'équipe de France. Les bleus jouent contre l'Afrique du Sud au Stade Félix-Bollaert de Lens.
- 25 octobre :
  - (Championnat d'Angleterre - 12e journée): Manchester United dispose du Barnsley FC sur le score fleuve de 7 buts à 0 grâce notamment à un triplé d'Andy Cole.
- 29 octobre : Gianluigi Buffon reçoit sa première sélection en équipe d'Italie, lors d'une rencontre face à la Russie comptant pour les éliminatoires de la Coupe du monde 1998.
- 30 octobre : Diego Maradona annonce l'arrêt de sa carrière de joueur.

## Novembre
- 2 novembre : 
  - Championnat d'Espagne : à Santiago Bernabéu, le FC Barcelone s'impose sur le score de 3-2 face au Real Madrid.
  - Coupe intercontinentale, finale : le Borussia Dortmund remporte la Coupe intercontinentale en s'imposant 2-0 sur le Cruzeiro Esporte Clube au Stade olympique de Tokyo.

## Décembre
- 14 décembre, Ligue des champions de la CAF, finale : le Raja de Casablanca (Maroc) remporte la Ligue des champions de la CAF aux tirs au but contre l'Obuasi Goldfields (Ghana).
- 22 décembre : le brésilien Ronaldo reçoit le Ballon d'or France Football 1997. À moins de vingt-deux ans, il devient le plus jeune joueur jamais distingué.

## Palmarès

### Sélections nationales
| Compétition                        | Lieu      | Date              | Vainqueur  | Finaliste | Troisième            |
| ---------------------------------- | --------- | ----------------- | ---------- | --------- | -------------------- |
| Coupe UNCAF des nations            | Guatemala | 16-27 avril       | Costa Rica | Guatemala | Salvador             |
| Copa América                       | Bolivie   | 11-29 juin        | Brésil     | Bolivie   | Mexique              |
| Coupe baltique                     | Lituanie  | 9-11 juillet      | Lituanie   | Lettonie  | Estonie              |
| Coupe du monde des moins de 20 ans | Malaisie  | 16 juin-5 juillet | Argentine  | Uruguay   | République d'Irlande |
| Coupe du monde des moins de 17 ans | Égypte    | 5-21 septembre    | Brésil     | Ghana     | Espagne              |

| Compétition              | Lieu            | Date               | Vainqueur | Finaliste     | Troisième |
| ------------------------ | --------------- | ------------------ | --------- | ------------- | --------- |
| Championnat d'Europe     | Norvège / Suède | 29 juin-12 juillet | Allemagne | Italie        | NC        |
| Coupe d'Asie des nations | Chine           | 5-14 décembre      | Chine     | Corée du Nord | Japon     |

### Clubs

#### Compétitions continentales
| Zone     | Compétition                             | Vainqueur                    | Finaliste              |
| -------- | --------------------------------------- | ---------------------------- | ---------------------- |
| AFC      | Coupe d'Asie des clubs champions        | FC Pohang Steelers (1)       | Cheonan Ilhwa Chunma   |
| AFC      | Coupe d'Asie des vainqueurs de coupe    | Al-Hilal FC (1)              | Nagoya Grampus         |
| AFC      | Supercoupe d'Asie                       | Al-Hilal (1)                 | FC Pohang Steelers     |
| CAF      | Ligue des champions de la CAF           | Raja Club Athletic (2)       | Ashanti Gold SC        |
| CAF      | Coupe d'Afrique des vainqueurs de coupe | Étoile sportive du Sahel (1) | AS Far                 |
| CAF      | Coupe de la CAF                         | ES Tunis (1)                 | Petro Atlético Luanda  |
| CAF      | Supercoupe de la CAF                    | Zamalek SC (2)               | Al-Moqaouloun al-Arab  |
| CONCACAF | Coupe des champions de la CONCACAf      | CD Cruz Azul (5)             | Galaxy de Los Angeles  |
| CONMEBOL | Recopa Sudamericana                     | CA Vélez Sarsfield (1)       | CA River Plate         |
| CONMEBOL | Copa Libertadores                       | Cruzeiro Esporte Clube (2)   | Club Sporting Cristal  |
| CONMEBOL | Supercopa Sudamericana                  | CA River Plate (1)           | São Paulo FC           |
| UEFA     | Ligue des champions de l'UEFA           | Borussia Dortmund (1)        | Juventus               |
| UEFA     | Coupe d'Europe des vainqueurs de coupe  | FC Barcelone (4)             | Paris Saint-Germain FC |
| UEFA     | Coupe UEFA                              | FC Schalke 04 (1)            | Inter Milan            |
| UEFA     | Supercoupe de l'UEFA                    | FC Barcelone (2)             | Borussia Dortmund      |
| FIFA     | Coupe intercontinentale                 | Borussia Dortmund (1)        | Cruzeiro Esporte Clube |

#### Europe
| Championnat | Vainqueur                 | Vice-champion       | Coupe(s)           | Vainqueur             | Finaliste             |
| ----------- | ------------------------- | ------------------- | ------------------ | --------------------- | --------------------- |
| Allemagne   | Bayern Munich (14)        | Bayer Lerverkusen   | Coupe d'Allemagne  | VfB Stuttgart (3)     | FC Energie Cottbus    |
| Allemagne   | Bayern Munich (14)        | Bayer Lerverkusen   | Coupe de la Ligue  | Bayern Munich (1)     | VfB Stuttgart         |
| Angleterre  | Manchester United FC (11) | Newcastle FC        | Coupe d'Angleterre | Chelsea FC (2)        | Middlesbrough FC      |
| Angleterre  | Manchester United FC (11) | Newcastle FC        | Coupe de la Ligue  | Leicester City FC (2) | Middlesbrough FC      |
| Espagne     | Real Madrid (27)          | FC Barcelone        | Coupe d'Espagne    | FC Barcelone (23)     | Bétis Séville         |
| France      | AS Monaco FC (6)          | Paris Saint-Germain | Coupe de France    | OGC Nice (3)          | EA Guingamp           |
| France      | AS Monaco FC (6)          | Paris Saint-Germain | Coupe de la Ligue  | RC Strasbourg (1)     | Girondins de Bordeaux |
| Italie      | Juventus FC (24)          | Parme AC            | Coupe d'Italie     | Vicence Calcio (1)    | SSC Naples            |
| Pays-Bas    | PSV Eindhoven (14)        | Feyenoord Rotterdam | Coupe des Pays-Bas | Roda JC (1)           | SC Heerenveen         |
| Portugal    | FC Porto (17)             | Sporting CP         | Coupe du Portugal  | Boavista FC (5)       | Benfica Lisbonne      |
| Turquie     | Galatasaray SK (11)       | Beşiktaş JK         | Coupe de Turquie   | Kocaelispor (1)       | Trabzonspor           |

#### Amérique du Sud
| Championnat | Vainqueur                               | Vice-champion             |
| ----------- | --------------------------------------- | ------------------------- |
| Argentine   | Clôture : River Plate (24)              | CA Independiente          |
| Argentine   | Ouverture : River Plate (25)            | Boca Juniors              |
| Bolivie     | Club Bolívar (11)                       | The Strongest La Paz      |
| Brésil      | Vasco da Gama (3)                       | SE Palmeiras              |
| Chili       | Ouverture : CD Universidad Católica (7) | CSD Colo-Colo             |
| Chili       | Clôture : CSD Colo-Colo (21)            | CD Universidad Católica   |
| Colombie    | América de Cali (9)                     | Atlético Bucaramanga      |
| Équateur    | Barcelona SC (13)                       | Deportivo Quito           |
| Paraguay    | Club Olimpia (35)                       | Club Guaraní              |
| Pérou       | Alianza Lima (18)                       | Universitario de Deportes |
| Uruguay     | Club Atlético Peñarol (43)              | Defensor Sporting Club    |
| Venezuela   | Caracas FC (4)                          | Atlético Zulia FC         |

#### Océanie
| Championnat      | Vainqueur               | Vice-champion          | Coupe(s)                  | Vainqueur                   | Finaliste              |
| ---------------- | ----------------------- | ---------------------- | ------------------------- | --------------------------- | ---------------------- |
| Australie        | Brisbane Srikers FC (1) | Sydney UFC             | Coupe d'Australie         | Collingwood Warriors SC (1) | Marconi Stallions FC   |
| Fidji            | Suva FC (2)             | Labasa FC              | Coupe des Fidji           | Ba FC (2) et Labasa FC (2)  | NC                     |
| Îles Cook        | Avatiu FC (5)           | NC                     | Coupe des îles Cook       | Avatiu FC (8)               | NC                     |
| Nouvelle-Zélande | Waitakere City FC (5)   | Napier City Rovers AFC | Coupe de Nouvelle-Zélande | Central United FC (1)       | Napier City Rovers AFC |
| Vanuatu          | Tafea FC (5)            | NC                     |                           |                             |                        |

## Décès
Plus d'informations : Liste d'acteurs du football morts en 1997.

### Janvier
- 4 janvier : décès à 84 ans de Gérard Taillis, joueur français[1].
- 10 janvier : décès à 74 ans de George Lewis Young, international écossais.
- 14 janvier : décès à 62 ans de John Amdisen, international danois ayant remporté 4 Championnat du Danemark et 5 Coupe du Danemark.
- 27 janvier : décès à 44 ans de Denis Mathieu, joueur français[2].

### Février
- 6 février : décès à 84 ans de Salvador Artigas, joueur espagnol devenu entraîneur ayant remporté la Coupe d'Espagne 1958. Il fut également sélectionneur de son pays.
- 6 février : décès à 80 ans de Riza Lushta, international albanais ayant remporté 3 Championnat d'Albanie, la Coupe d'Albanie 1939 et la Coupe d'Italie 1942.
- 7 février : décès à 51 ans de Mohamed Madani, international algérien.
- 13 février : décès à 71 ans de Reg Ryan, international irlandais.
- 14 février : décès à 84 ans de Moshe Beit haLevi, international israëlien ayant remporté 4 Championnat d'Israël et 4 Coupe d'Israël devenu entraîneur. Il fut également sélectionneur du Nigéria.
- 20 février : décès à 82 ans d'Afonsinho, international brésilien.
- 21 février : décès à 69 ans de Josef Posipal, international ouest-allemand ayant remporté la Coupe du monde 1954.
- 23 février : décès à 84 ans d'Abdelkader Ben Bouali, international français ayant remporté le Championnat de France 1937 et la coupe de France 1938.

### Mars
- 2 mars : décès à 65 ans d'Amleto Frignani, international italien ayant remporté le Championnat d'Italie en 1955.
- 16 mars : décès à 78 ans de Joan Babot, joueur espagnol.
- 20 mars : décès à 78 ans de Jean-Marie Prévost, joueur français ayant remporté le Championnat de France 1946 et 3 Coupe de France[3].
- 25 mars : décès à 71 ans de Baltazar, international brésilien.
- 29 mars : décès à 61 ans de Hans-Walter Eigenbrodt, joueur allemand ayant remporté le championnat d'Allemagne 1959.
- 29 mars décès à 77 ans de Roger Rocher,  président de l'AS Saint-Étienne de 1961 à 1982 en football.

### Avril
- 1er avril : décès à 84 ans de  Makar Gontcharenko, joueur soviétique.
- 21 avril : décès à 74 ans de József Mészáros, international hongrois ayant remporté le Championnat de Hongrie:  1949 puis comme entraîneur la Coupe des villes de foires 1965, 2 Championnat de Hongrie et le Championnat de Turquie 1957. Il fut également sélectionneur de l'Iran.
- 23 avril : décès à 78 ans de  Denis Compton, joueur anglais ayant remporté la Coupe d'Angleterre 1950.

### Mai
- 10 mai : décès à 91 ans de Jacinto Quincoces, international espagnol ayant remporté 3 Coupe d'Espagne devenu entraîneur. Il fut également sélectionneur de son pays.
- 23 mai : décès à 80 ans d'Alberto Baldovino, joueur péruvien ayant remporté 2 Championnat du Pérou.
- 31 mai : décès à 30 ans d'Alexandre Bès, joueur franco-ivoirien[4].

### Juin
- 4 juin : décès à 58 ans de Pedro Zaballa, international espagnol ayant remporté la Coupe des villes de foires 1966 et la Coupe d'Espagne 1963.
- 18 juin : décès à 53 ans de Héctor Yazalde, international argentin ayant remporté le Championnat du Portugal en 1974, 2 Coupe du Portugal et de la Coupe de France en 1976.

### Juillet
- 7 juillet : décès à 88 ans d'Alphonse De Winter, international belge ayant remporté 2 Championnat de Belgique devenu entraîneur.
- 8 juillet : décès à 51 ans Dick van Dijk, international néerlandais ayant remporté la Coupe d'Europe des clubs champions 1971 et du Championnat des Pays-Bas en 1970.
- 9 juillet :décès à 91 ans d'Aurelio González Benítez, international paraguayen ayant remporté 7 Championnat du Paraguay devenu entraîneur. Il fut également sélectionneur de son pays.
- 10 juillet : décès à 67 ans d'Ivor Allchurch, international gallois.

### Août
- 3 août : décès à 60 ans de Mladen Koščak, international yougoslave ayant remporté la médaille d'argent aux Jeux olympiques 1956, le Championnat de Yougoslavie 1958 et 2 Coupe de Yougoslavie.
- 20 août : décès à 77 ans de Martial Gergotich, joueur puis entraîneur français.
- 27 août : décès à 82 ans d'Abdelkader Jalal, joueur puis entraîneur marocain.
- 30 août : décès à 81 ans d'Ernest Wilimowski, international allemand et polonais ayant remporté 5 Championnat de Pologne.

### Septembre
- 1er septembre : décès à 66 ans de Zoltán Czibor, international hongrois ayant remporté la médaille d'or aux  Jeux olympiques à Helsinki en 1952, la Coupe des villes de foires 1960, 3 Championnat de Hongrie et 2 Championnat d'Espagne.
- 4 septembre : décès à 81 ans de René Bihel, international français ayant remporté 2 Championnat de France et 2 Coupe de France[5].
- 21 septembre : décès à 74 ans de Juan Burgueño, international Uruguayen.

### Octobre
- 1er octobre : décès à 75 ans de Chico, international brésilen.
- 17 octobre : décès à 83 ans de Manuel Va, joueur espagnol.
- 18 octobre : décès à 31 ans de Ramiro Castillo, international bolivien ayant remporté 3 Championnat de Bolivie.
- 22 octobre : décès à 51 ans de Reinhard Lauck, international est-allemand ayant remporté les Jeux olympiques à Montréal en 1976 et 3 Championnat de RDA.
- 31 octobre : décès à 76 ans de Bram Appel, international néerlandais ayant remporté le Championnat de France 1953 et la Coupe de France 1950 devenu entraîneur.
- 31 octobre décès à 70 ans de Hans Bauer, international ouest-allemand ayant remporté la  Coupe du monde 1954 et la Coupe d'Allemagne 1957.

### Novembre
- 1er novembre : décès à 73 ans de Roger Marche, international français ayant remporté 2 championnat de France et la coupe de France en 1950[6].
- 1er novembre : décès à 51 ans de Reinhard Lauck, international est-allemand ayant remporté la médaille d'or aux Jeux olympiques 1976 et 3 Championnat de RDA.
- 3 novembre : décès à 73 ans d'Antoine Cuissard, international français ayant remporté la Coupe de France 1954 devenu entraîneur[7].
- 9 novembre : décès à 87 ans de  Helenio Herrera, joueur franco-argentin ayant remporté la Coupe de France en 1942 puis comme entraîneur 2 Coupe intercontinentale, 2 Coupe d'Europe des Clubs Champions, la Coupe des Villes de Foires en 1960, 4 Championnat d'Espagne, 3 Championnat d'Italie, la Coupe d'Italie en 1969 et 2 Coupe d'Espagne[8].
- 30 novembre : décès à 73 ans de Robert Hauvespre, joueur français[9].
- 30 novembre : décès à 26 ans de Shamo Quaye, international ghanéen ayant remporté médaille de bronze aux Jeux olympiques de 1992 à Barcelone et 3 Coupe du Ghana.
- 30 novembre : décès à 62 ans de Samuel Edimo, joueur camerounais.

### Décembre
- 7 décembre : décès à 54 ans de Billy Bremner, international écossais ayant remporté 2 Coupe des villes de foires, 2 Championnat d'Angleterre et la Coupe d'Angleterre 1972.
- 10 décembre : décès à 51 ans d'Anatoli Banichevski, international soviétique devenu entraîneur.
- 13 décembre : décès à 87 ans de Georges Rose, international français[10].
- 17 décembre : décès à 86 ans de  Karl Kainberger, international autrichien ayant remporté la médaille d'argent aux Jeux olympiques de 1936.
- 18 décembre : décès à 87 ans de Jaime Mancisidor, joueur espagnol ayant remporté la Coupe de France 1941.
- 27 décembre : décès à 84 ans d'André Bordier, joueur puis entraîneur français[11].
- 28 décembre : décès à 69 ans de William Martínez, international uruguayen ayant remporté la  Coupe du monde 1950, la Copa América 1956, la Coupe intercontinentale 1961, 2 Copa Libertadores et 7 Championnat d'Uruguay.

## Liens
- RSSSF : Tous les résultats du monde